# Natación en los Juegos Olímpicos de Londres 2012 – Relevo 4 x 100 metros estilo libre masculino
El evento de relevo 4 x 100 metros estilo libre masculino de natación olímpica en los Juegos Olímpicos de Londres 2012 tomó lugar el 29 de julio en el  Centro Acuático de Londres.

## Récords
RM=Récord mundial
RO=Récord olímpico
RN=Récord nacional
No hubo récord en este evento.

## Resultados

### Heats
| Rank | Heat | Línea | Nacionalidad                  | Nombre                                                                                          | Tiempo  | Notas |
| ---- | ---- | ----- | ----------------------------- | ----------------------------------------------------------------------------------------------- | ------- | ----- |
| 1    | 2    | 4     | Australia (AUS)               | Cameron McEvoy (48.94) James Roberts (48.22) Tommaso D'Orsogna (47.78) James Magnussen (47.35)  | 3:12.29 | Q     |
| 2    | 1    | 5     | Estados Unidos (USA)          | Jimmy Feigen (48.49) Matt Grevers (47.59) Ricky Berens (48.52) Jason Lezak (48.04)              | 3:12.59 | Q     |
| 3    | 2    | 3     | Rusia (RUS)                   | Andrey Grechin (48.19) Nikita Lobintsev () Sergei Fesikov () Danila Izotov ()                   | 3:12.77 | Q     |
| 4    | 2    | 4     | Francia (FRA)                 | Amaury Leveaux (48.61) Alain Bernard () Clément Lefert () Jeremy Stravius ()                    | 3:13.38 | Q     |
| 5    | 1    | 6     | Alemania (GER)                | Benjamin Starke (48.96) Markus Deibler () Christoph Fildebrandt () Marco di Carli               | 3:13.51 | Q, NR |
| 6    | 1    | 2     | Bélgica (BEL)                 | Dieter Dekoninck (48.79) Jasper Aerents () Emmanuel Vanluchene () Pieter Timmers ()             | 3:13.89 | Q, NR |
| 7    | 2    | 3     | Sudáfrica (RSA)               | Roland Schoeman (49.00) Darian Townsend () Gideon Louw () Graeme Moore ()                       | 3:13.93 | Q     |
| 8    | 2    | 5     | Italia (ITA)                  | Luca Dotto (49.27) Andrea Rolla (49.46) Michele Santucci (48.85) Filippo Magnini (48.20)        | 3:15.78 | Q     |
| 9    | 2    | 2     | Brasil (BRA)                  | Nicolas Oliveira (49.31) Brunto Fratus () Nicholas Santos () Marcelo Chierighini ()             | 3:16.14 |       |
| 10   | 1    | 7     | Canadá (CAN)                  | Brent Hayden (48.42) Colin Russell () Richard Hortness () Thomas Gossland ()                    | 3:16.42 |       |
| 11   | 1    | 1     | República Popular China (CHN) | Zhiwu Lu (48.92) Enjian Zhang () Jianbin He () Tengfei Shi ()                                   | 3:17.00 |       |
| 12   | 2    | 6     | Reino Unido (GBR)             | Simon Burnett (50.47) Grant Turner () James Disney-May () Craig Gibbons ()                      | 3:17.08 |       |
| 13   | 1    | 8     | Serbia (SRB)                  | Milorad Čavić (48.61) Velimir Stjepanović (49.13) Ivan Lenđer (50.58) Radovan Siljevski (50.47) | 3:18.79 | NR    |
| 14   | 1    | 7     | Hungría (HUN)                 | Peter Bernek (50.29) Gergo Kis () Gabor Balog () Krisztian Takacs ()                            | 3:21.91 |       |
| 15   | 2    | 1     | Venezuela (VEN)               | Cristian Quintero (49.77) Octavio Alesi () Marcos Lavado () Crox Acuna ()                       | 3:22.68 |       |

### Final
Lista incompleta
| Rank              | Línea | Nacionalidad         | Nombre                                                                                   | Tiempo  | Notas |
| ----------------- | ----- | -------------------- | ---------------------------------------------------------------------------------------- | ------- | ----- |
| Medalla de oro    | 6     | Francia (FRA)        | Amaury Leveaux (48.13) Fabien Gilot (47.67) Clément Lefert (47.39) Yannick Agnel (46.74) | 3:09.93 |       |
| Medalla de plata  | 5     | Estados Unidos (USA) | Nathan Adrian (47.89) Michael Phelps (47.15) Cullen Jones (47.60) Ryan Lochte (47.74)    | 3:10.38 |       |
| Medalla de bronce | 3     | Rusia (RUS)          | Andrey Grechin Nikita Lobintsev Vladímir Morózov Danila Izotov                           | 3:11.41 |       |
| 4                 | 4     | Australia (AUS)      | James Magnussen Matt Targett Eamon Sullivan James Roberts                                | 3:11.63 |       |
| 5                 | 1     | Sudáfrica (RSA)      | Gideon Louw Darian Townsend Graeme Moore Roland Schoeman                                 | 3:13.45 |       |
| 6                 | 2     | Alemania (GER)       | Benjamin Starke Markus Deibler Christoph Fildebrandt Marco di Carli                      | 3:13.52 |       |
| 7                 | 8     | Italia (ITA)         | Luca Dotto Marco Orsi Michele Santucci Filippo Magnini                                   | 3:14.13 |       |
| 8                 | 7     | Bélgica (BEL)        | Dieter Dekoninck Jasper Aerents Emmanuel Vanluchene Pieter Timmers                       | 3:14.40 |       |